# Rivière des Côtes de Fer
La rivière des Côtes-de-Fer est un cours d'eau, situé dans la péninsule de Tiburon à Haïti. Son lit fluvial s'écoule à la limite du département du Sud-Est et de l'arrondissement de Bainet et du département du Sud. Ce petit fleuve côtier a son embouchure en Mer des Caraïbes.

## Géographie
La rivière des Côtes-de-Fer prend sa source dans les contreforts occidentaux de la chaîne de la Selle. Ce fleuve a son embouchure en Mer des Caraïbes le long de la ville haïtienne de Côtes-de-Fer située sur sa rive gauche.

## Histoire
La rivière doit son nom à l'ancienne Côte-de-l'Enfer, surnom donné en raison de la force des vagues qui donnaient des fils à retordre aux navigateurs. Ce n'est qu'en 1843 qu'elle fut rebaptisée Côte-de-Fer.